# Gran Premio di superbike di Laguna Seca 2013
Il Gran Premio di Superbike di Laguna Seca 2013 è stata la dodicesima prova su quattordici del campionato mondiale Superbike 2013, è stato disputato il 28 e 29 settembre sul circuito di Laguna Seca e in gara 1 ha visto la vittoria di Tom Sykes davanti a Chaz Davies e Eugene Laverty, la gara 2 è stata vinta da Eugene Laverty che ha preceduto Davide Giugliano e Marco Melandri.
La gara 1, disputata sabato, è stata interrotta due volte con bandiera rossa e in seguito ripresa con l'ordine di partenza in base al piazzamento al momento della seconda interruzione.
In questa occasione non era in programma la tappa valevole per il campionato mondiale Supersport 2013.
Si è trattato del ritorno del campionato mondiale Superbike su questo circuito dopo un'assenza che durava dal 2004.

## Risultati

### Gara 1

#### Arrivati al traguardo[3]
| Pos. | Nº | Pilota            | Squadra              | Motocicletta           | Giri | Tempo     | Griglia | Punti |
| ---- | -- | ----------------- | -------------------- | ---------------------- | ---- | --------- | ------- | ----- |
| 1º   | 66 | Tom Sykes         | Kawasaki Racing      | Kawasaki ZX-10R        | 12   | 16:55.703 | 2º      | 25    |
| 2º   | 19 | Chaz Davies       | BMW Motorrad GoldBet | BMW S1000 RR           | 12   | +0:01.253 | 5º      | 20    |
| 3º   | 58 | Eugene Laverty    | Aprilia Racing       | Aprilia RSV4 Factory   | 12   | +0:02.454 | 3º      | 16    |
| 4º   | 33 | Marco Melandri    | BMW Motorrad GoldBet | BMW S1000 RR           | 12   | +0:02.650 | 7º      | 13    |
| 5º   | 50 | Sylvain Guintoli  | Aprilia Racing       | Aprilia RSV4 Factory   | 12   | +0:03.430 | 1º      | 11    |
| 6º   | 34 | Davide Giugliano  | Althea Racing        | Aprilia RSV4 Factory   | 12   | +0:03.584 | 6º      | 10    |
| 7º   | 16 | Jules Cluzel      | Fixi Crescent Suzuki | Suzuki GSX-R1000       | 12   | +0:09.134 | 8º      | 9     |
| 8º   | 24 | Toni Elías        | Red Devils Roma      | Aprilia RSV4 Factory   | 12   | +0:11.252 | 15º     | 8     |
| 9º   | 86 | Ayrton Badovini   | Ducati Alstare       | Ducati 1199 Panigale R | 12   | +0:14.140 | 9º      | 7     |
| 10º  | 8  | Mark Aitchison    | Team Pedercini       | Kawasaki ZX-10R        | 12   | +0:17.830 | 14º     | 6     |
| 11º  | 44 | David Salom       | Kawasaki Racing      | Kawasaki ZX-10R        | 12   | +0:18.010 | 16º     | 5     |
| 12º  | 79 | Blake Young       | Fixi Crescent Suzuki | Suzuki GSX-R1000       | 12   | +0:21.767 | 17º     | 4     |
| 13º  | 84 | Michel Fabrizio   | Pata Honda           | Honda CBR1000RR        | 12   | +0:22.087 | 13º     | 3     |
| 14º  | 23 | Federico Sandi    | Team Pedercini       | Kawasaki ZX-10R        | 12   | +0:32.837 | 18º     | 2     |
| 15º  | 31 | Vittorio Iannuzzo | Grillini Dentalmatic | BMW S1000 RR           | 12   | +0:34.267 | 19º     | 1     |
| 16º  | 14 | Glenn Allerton    | Next Gen Motorsports | BMW S1000 RR           | 12   | +0:50.167 | 20º     |       |

#### Ritirati prima della seconda bandiera rossa
| Nº | Pilota           | Squadra                    | Motocicletta           | Giri | Griglia |
| -- | ---------------- | -------------------------- | ---------------------- | ---- | ------- |
| 54 | Roger Lee Hayden | Michael Jordan Motorsports | Suzuki GSX-R1000       | 7    | 10º     |
| 91 | Leon Haslam      | Pata Honda                 | Honda CBR1000RR        | 6    | 12º     |
| 59 | Niccolò Canepa   | Ducati Alstare             | Ducati 1199 Panigale R | 5    | 4º      |

#### Ritirato prima della prima bandiera rossa
| Nº | Pilota       | Squadra                    | Motocicletta     | Giri | Griglia |
| -- | ------------ | -------------------------- | ---------------- | ---- | ------- |
| 45 | Danny Eslick | Michael Jordan Motorsports | Suzuki GSX-R1000 | 5    | 11º     |

### Gara 2

#### Arrivati al traguardo[4]
| Pos. | Nº | Pilota            | Squadra                    | Motocicletta           | Giri | Tempo     | Griglia | Punti |
| ---- | -- | ----------------- | -------------------------- | ---------------------- | ---- | --------- | ------- | ----- |
| 1º   | 58 | Eugene Laverty    | Aprilia Racing             | Aprilia RSV4 Factory   | 26   | 36:44.555 | 3º      | 25    |
| 2º   | 34 | Davide Giugliano  | Althea Racing              | Aprilia RSV4 Factory   | 26   | +0:00.112 | 6º      | 20    |
| 3º   | 33 | Marco Melandri    | BMW Motorrad GoldBet       | BMW S1000 RR           | 26   | +0:02.051 | 7º      | 16    |
| 4º   | 66 | Tom Sykes         | Kawasaki Racing            | Kawasaki ZX-10R        | 26   | +0:02.304 | 2º      | 13    |
| 5º   | 50 | Sylvain Guintoli  | Aprilia Racing             | Aprilia RSV4 Factory   | 26   | +0:02.959 | 1º      | 11    |
| 6º   | 16 | Jules Cluzel      | Fixi Crescent Suzuki       | Suzuki GSX-R1000       | 26   | +0:10.187 | 8º      | 10    |
| 7º   | 24 | Toni Elías        | Red Devils Roma            | Aprilia RSV4 Factory   | 26   | +0:17.789 | 15º     | 9     |
| 8º   | 54 | Roger Lee Hayden  | Michael Jordan Motorsports | Suzuki GSX-R1000       | 26   | +0:20.602 | 10º     | 8     |
| 9º   | 44 | David Salom       | Kawasaki Racing            | Kawasaki ZX-10R        | 26   | +0:22.055 | 16º     | 7     |
| 10º  | 84 | Michel Fabrizio   | Pata Honda                 | Honda CBR1000RR        | 26   | +0:23.472 | 13º     | 6     |
| 11º  | 91 | Leon Haslam       | Pata Honda                 | Honda CBR1000RR        | 26   | +0:24.118 | 12º     | 5     |
| 12º  | 79 | Blake Young       | Fixi Crescent Suzuki       | Suzuki GSX-R1000       | 26   | +0:29.563 | 17º     | 4     |
| 13º  | 8  | Mark Aitchison    | Team Pedercini             | Kawasaki ZX-10R        | 26   | +0:32.565 | 14º     | 3     |
| 14º  | 45 | Danny Eslick      | Michael Jordan Motorsports | Suzuki GSX-R1000       | 26   | +0:51.777 | 11º     | 2     |
| 15º  | 59 | Niccolò Canepa    | Ducati Alstare             | Ducati 1199 Panigale R | 26   | +1:05.824 | 4º      | 1     |
| 16º  | 31 | Vittorio Iannuzzo | Grillini Dentalmatic       | BMW S1000 RR           | 26   | +1:23.892 | 19º     |       |
| 17º  | 14 | Glenn Allerton    | Next Gen Motorsports       | BMW S1000 RR           | 25   | +1 giro   | 20º     |       |

#### Ritirati
| Nº | Pilota          | Squadra              | Motocicletta           | Giri | Griglia |
| -- | --------------- | -------------------- | ---------------------- | ---- | ------- |
| 86 | Ayrton Badovini | Ducati Alstare       | Ducati 1199 Panigale R | 18   | 9º      |
| 19 | Chaz Davies     | BMW Motorrad GoldBet | BMW S1000 RR           | 2    | 5º      |
| 23 | Federico Sandi  | Team Pedercini       | Kawasaki ZX-10R        | 0    | 18º     |